# Aphodius dimidiatus
Aphodius dimidiatus là một loài bọ cánh cứng trong họ Scarabaeidae. Loài này được Roth miêu tả khoa học năm 1851.